# 我們繼續變革—民主保加利亞
我們繼續變革—民主保加利亞（羅馬化：Prodŭlzhavame promyanata – Demokratichna Bŭlgariya），簡稱PP–DB，是在2023年選舉前成立的保加利亞選舉聯盟。主要成員有我們繼續變革、保加利亞伏特黨、民主保加利亞（是的，保加利亞！、爭取強大保加利亞民主黨）。

## 背景

### 保加利亞政治危機
在與執政黨保加利亞歐洲發展公民黨（GERB）爆發眾多貪腐醜聞後， 多個反貪腐政黨在2021年4月選舉中獲得突破。其中一組政黨是自由保守主義團體民主保加利亞（DB）。 由於因此造成的政治僵局，無法組成政府，該國將在2021年面臨兩次選舉，一次在7月，另一次在11月。 在11月選舉前，斯特凡·亞涅夫第一屆臨時政府中兩位受歡迎的部長基里爾·佩特科夫和阿森·瓦西列夫成立了新的中間派政治力量我們繼續變革（PP）。 我們繼續變革隨後贏得了11月選舉，並與民主保加利亞、社會黨（BSP）和另一個反腐敗政黨有這樣一群人（ITN）談判籌組政府。
由於預算和馬其頓加入歐盟的歧異，有這樣一群人退出，政府在執政不到七個月後垮台。 政府不信任投票通過。 總統魯門·雷德夫 宣布2022年10月舉行提前選舉，結果我們繼續變革跌至第二，敗給保加利亞歐洲發展公民黨。 然而，選後無法組成政府，因此定於2023年4月再次選舉。

### 成立
本聯盟在2023年2月10日公布。目標是在2023年4月的選舉中獲得最多選票，讓他們有機會組成政府。 2023年2月13日，我們繼續變革、是的，保加利亞！、爭取強大保加利亞民主黨和綠色運動（ZD）的代表簽署了一份題為「我們繼續一起」的聯合聲明，正式宣布聯盟成立。

## 選舉

### 2023年選舉

#### 地區參選名單問題
聯盟成員對於地區參選名單的順序和提名人和地區名單成員存在分歧。
在公佈和提交最終地區名單之前，我們繼續變革部分人士宣布退黨或要脅退黨。其中，普列文出身的我們繼續變革知名 國會議員伊凡·赫里斯塔諾夫（Ivan Hristanov）宣布退黨 並且不會參加即將舉行的選舉。 有人猜測他因與普列文選區參選名單頭號候選人發生衝突而離開。 佩特科夫否認此臆測。
來自索非亞州的我們繼續變革議員亞歷山大·鄧切夫（Alexander Dunchev）宣布，由於一名民主保加利亞成員被列為參選名單頭號候選人，他將不會參加選舉並退黨，稱該安排是「背叛」。
我們繼續變革議會黨團主席安德烈·久列夫（Andrey Gyurev）否認正在進行任何關於參選名單頭號候選人的「私下」談判，所有頭號候選人都經過評估。久列夫表示，我們繼續變革執行委員會將於2月22日舉行會議，與民主保加利亞敲定參選名單。
2月27日，即公佈名單的前一天，布拉戈耶夫格勒州爆發分歧。這導致被選為當地參選名單第三名的民主保加利亞議員兼律師伊凡·迪米特洛夫（Ivan Dimitrov）宣布退出政壇，表示聯合名單是他離開的原因之一。

#### 競選活動
PP-DB聯盟於2月19日在索菲亞國家劇院前的露天活動展開競選活動。出席活動的有我們繼續變革聯合領導人佩特科夫和瓦西列夫、綠色運動（ZD）領導人弗拉迪斯拉夫·帕涅夫、爭取強大保加利亞民主黨（DSB）領導人阿塔納斯·阿塔納索夫、無黨籍前社會黨議員亞沃爾·博贊科夫（Yavor Bozhankov）以及表達支持的公民組織領導人。 在本次會議中，確認亞沃爾·博贊科夫將在加布羅沃擔任頭號候選人。此外，PP-DB表示他們代表了保加利亞政治中的「好力量」，而保加利亞歐洲發展公民黨則是代表回到過去。
3月3日保加利亞解放日，PP-DB在活動中公佈了他們的口號「有一種方法」（Има Как）。該聯盟呼籲保加利亞人團結起來，為改變奮鬥，並提出了五項措施，以確保「所有保加利亞人過上美好的歐洲生活」。五個步驟如下：
- 2023年加入歐元區
- 2023年加入申根區
- 投資數百萬美元用於區域發展，特別是加強農場
- 保加利亞能源供應多元化
- 保證所有保加利亞人獲得優質的醫療保健和教育

## 意識形態與政綱
德國電視節目《Tagesschau》稱該聯盟為自由保守主義、反腐敗和大西洋主義。
本聯盟在聯合聲明中提出了13點主要政策建議，包括：
- 所有保加利亞公民享有平等權利
- 司法改革與法律面前人人平等
- 改善私人企業發展條件
- 降低碳排放，落實環境保護
- 努力實現能源獨立
- 進一步與歐盟和北約一體化，加入申根區和歐元區

## 聯盟成員
2023年聯盟成立時有六組政黨加入（我們繼續變革、爭取強大保加利亞民主黨、是的，保加利亞！、保加利亞伏特黨、中間歐洲階級、綠色運動）。 無黨籍前社會黨議員在加布羅沃擔任頭號候選人。
5月26日，強大保加利亞領導人、名義上的我們繼續變革議員、爭取強大保加利亞民主黨領導人拉多斯汀·瓦西里耶夫（Radostin Vasiliev）宣布，由於對內部腐敗以及最近與GERB–SDS的政府協議感到不滿，他將離開聯盟成為獨立人士。
2024年4月15日，綠色運動離開聯盟。 2024年4月24日，中間歐洲階級也離開聯盟。
| 政黨 | 政黨                          | 領導人                             | 意識形態                       | 政治立場          | 2023年議會席次 | 2024年議會席次 | 2024年歐洲議會席次 |
| ---- | ----------------------------- | ---------------------------------- | ------------------------------ | ----------------- | -------------- | -------------- | ------------------ |
|      | 我們繼續變革（PP）            | 基里爾·佩特科夫 阿森·瓦西列夫      | 自由主義 反腐敗                | 中間派            | 35 / 240       | 22 / 240       | 2 / 17             |
|      | 是的，保加利亞！（DaB!）      | 赫里斯托·伊凡諾夫                  | 自由主義 反腐敗                | 中間派至 中間偏右 | 13 / 240       | 9 / 240        | 0 / 17             |
|      | 爭取強大保加利亞民主黨（DSB） | 阿塔納斯·阿塔納索夫                | 自由保守主義 經濟自由主義      | 中間偏右          | 10 / 240       | 8 / 240        | 1 / 17             |
|      | 保加利亞伏特黨（Volt）        | 納斯蒂米爾·阿納尼耶夫              | 歐洲聯邦主義 社會自由主義      | 中間派至 中間偏左 | 1 / 240        | 0 / 240        | 0 / 17             |
|      | 綠色運動（ZD）                | 托馬·貝列夫 Toma Belev             | 綠色政治 環境保護主義 自由主義 | 中間派至中間偏左  | 3 / 240        | 0 / 240        | 0 / 17             |
|      | 中間歐洲階級 (SEK）           | 康斯坦丁·巴希斯基                  | 經濟自由主義 布爾加斯地區主義  | 中間偏右          | 1 / 240        | 0 / 240        | 0 / 17             |
|      | 道德、團結、榮譽（MECh）      | 拉多斯汀·瓦西列夫 Radostin Vasilev | 反腐敗 社會保守主義            | 中間派            | 1 / 240        | 0 / 240        | 0 / 17             |
|      | 聯合農民黨（OZ）              | 佩蒂亞·斯特拉萊娃 Petya Straleva   | 農業主義                       | 中間偏右          | 0 / 240        | 0 / 240        | 0 / 17             |

1. 1 2  2023年，該黨當選36名議員。在第49屆國會期間，拉多斯汀·瓦西列夫（Radostin Vasilev）退黨成為獨立議員，後來創立了「道德、團結、榮譽」
2. 1 2 3 4  已離開聯盟

## 選舉結果

### 國民議會
| 選舉      | 票數    | %          | 席次     | +/−  | 執政     |
| --------- | ------- | ---------- | -------- | ---- | -------- |
| 2023年    | 621,069 | 23.54 (#2) | 64 / 240 | New  | 執政聯盟 |
| 2024年6月 | 307,849 | 14.33 (#3) | 39 / 240 | ▼ 25 | 提前選舉 |

### 歐洲議會
| 選舉 | 票數    | %          | 席次   | +/– |
| ---- | ------- | ---------- | ------ | --- |
| 2024 | 290,865 | 14.45 (#3) | 3 / 17 | 新  |

## 資料來源
1. ↑  https://parliament.bg/bg/parliamentarygroups/3364 （页面存档备份，存于） ПАРЛАМЕНТАРНА ГРУПА "ПРОДЪЛЖАВАМЕ ПРОМЯНАТА-ДЕМОКРАТИЧНА БЪЛГАРИЯ"
2. ↑  Krassen Nikolov. . euroactive.com. June 7, 2023  [2024-07-25]. （原始内容存档于2024-05-30）.
3. ↑  Nicolas Camut. . politico.eu. May 22, 2023  [2024-07-25]. （原始内容存档于2023-05-30）.
4. ↑  Krassen Nikolov. . euroactive.com. June 7, 2023  [2024-07-25]. （原始内容存档于2024-05-30）.
5. ↑  . reuters.com. December 10, 2021  [2024-07-25]. （原始内容存档于2022-11-17）.
6. ↑  Adriyan Georgiev. . dnevnik.bg. December 2, 2023.
7. 1 2  Зехирова, Златина. . Dnevnik. 10 February 2023  [10 February 2023]. （原始内容存档于2023-02-10） （保加利亚语）.
8. ↑  .   [2024-07-25]. （原始内容存档于2024-05-08）.
9. ↑  . ABC News.   [5 February 2023]. （原始内容存档于2023-03-25） （英语）.
10. ↑  . www.parties-and-elections.eu.   [5 February 2023]. （原始内容存档于2012-06-15）.
11. ↑  . results.cik.bg.   [5 February 2023]. （原始内容存档于2021-04-05）.
12. 1 2  . Reuters. 19 September 2021  [5 February 2023]. （原始内容存档于2022-05-16） （英语）.
13. ↑  . POLITICO. 13 December 2021  [5 February 2023]. （原始内容存档于2021-12-13） （美国英语）.
14. ↑  . Reuters. 8 June 2022  [5 February 2023]. （原始内容存档于2022-06-08） （英语）.
15. ↑  . dw.com.   [5 February 2023]. （原始内容存档于2023-04-14） （英语）.
16. ↑  . results.cik.bg.   [5 February 2023]. （原始内容存档于2022-10-09）.
17. ↑  . AP NEWS. 24 January 2023  [20 February 2023]. （原始内容存档于2023-02-20） （英语）.
18. 1 2  . novini.bg. 10 February 2023  [13 February 2023]. （原始内容存档于2023-02-13） （保加利亚语）.
19. ↑  . zonanews.bg. 7 February 2023  [19 February 2023]. （原始内容存档于2023-02-19） （保加利亚语）.
20. 1 2  . 24chasa.bg. 7 February 2023  [2024-07-25]. （原始内容存档于2023-06-07） （保加利亚语）.
21. ↑  . 24chasa.bg. 18 February 2023  [19 February 2023]. （原始内容存档于2023-02-22） （保加利亚语）.
22. ↑  . 24chasa.bg. 19 February 2023  [19 February 2023]. （原始内容存档于2023-02-22） （保加利亚语）.
23. ↑  . mediapool.bg. 13 October 2022  [19 February 2023]. （原始内容存档于2023-02-19） （保加利亚语）.
24. ↑  . news.bg. 10 February 2023  [19 February 2023]. （原始内容存档于2023-06-05） （保加利亚语）.
25. 1 2  . offnews.bg. 5 February 2023  [19 February 2023]. （原始内容存档于2023-02-19） （保加利亚语）.
26. ↑  . banker.bg. 10 February 2023  [19 February 2023] （保加利亚语）.
27. ↑  . 24chasa.bg. 17 February 2023  [19 February 2023]. （原始内容存档于2023-02-19） （保加利亚语）.
28. ↑  . 24chasa.bg. 17 February 2023  [2024-07-25]. （原始内容存档于2023-04-26） （保加利亚语）.
29. ↑  . dnevnik.bg. 19 February 2023  [2024-07-25]. （原始内容存档于2023-02-19） （保加利亚语）.
30. ↑  . 24chasa.bg. 27 February 2023  [2024-07-25]. （原始内容存档于2023-02-28） （保加利亚语）.
31. ↑  . 24chasa.bg. 19 February 2023  [2024-07-25]. （原始内容存档于2023-02-19） （保加利亚语）.
32. ↑  . www.24chasa.bg. 27 February 2023  [2024-07-25]. （原始内容存档于2023-03-01） （保加利亚语）.
33. ↑  . 24chasa.bg. 19 February 2023  [2024-07-25]. （原始内容存档于2023-02-22） （保加利亚语）.
34. ↑  . 24chasa.bg. 19 February 2023  [2024-07-25]. （原始内容存档于2023-02-22） （保加利亚语）.
35. ↑  . 24chasa.bg. 3 March 2023  [2024-07-25]. （原始内容存档于2023-03-05） （保加利亚语）.
36. ↑  . Tagesschau. 3 April 2023  [5 April 2023]. （原始内容存档于2023-06-14） （德语）.
37. ↑  . cik.bg.   [15 February 2023]. （原始内容存档于2024-02-23） （保加利亚语）.
38. ↑  . Reuters. 16 February 2023  [19 February 2023]. （原始内容存档于2023-05-28） （保加利亚语）.
39. ↑  . 24chasa. 26 May 2023  [26 May 2023]. （原始内容存档于2023-05-27） （保加利亚语）.
40. ↑  . 15 April 2024  [15 April 2024]. （原始内容存档于2024-05-26） （保加利亚语）.
41. ↑  . 24 April 2024  [24 April 2024]. （原始内容存档于2024-05-21） （保加利亚语）.